# Матвеевская (Верховский сельсовет)
Матвеевская — деревня в Верховажском районе Вологодской области.
Входит в состав Верховского сельского поселения, с точки зрения административно-территориального деления — в Верховский сельсовет.
Расстояние по автодороге до районного центра Верховажья — 19,5 км, до центра муниципального образования Сметанино — 3,5 км. Ближайшие населённые пункты — Калинино, Сметанино, Отводница.
По переписи 2002 года население — 8 человек.